# Ниобийдицинк
Ниобийдицинк — бинарное интерметаллическое неорганическое соединение
ниобия и цинка
с формулой NbZn2,
кристаллы.

## Получение
- Сплавление стехиометрических количеств чистых веществ:

{\displaystyle {\mathsf {Nb+2Zn\ {\xrightarrow {1054^{o}C}}\ NbZn_{2}}}}
- Разложение ниобийтрицинка при нагревании в вакууме:

{\displaystyle {\mathsf {NbZn_{3}\ {\xrightarrow {1045^{o}C}}\ NbZn_{2}+Zn}}}

## Физические свойства
Ниобийдицинк образует кристаллы
гексагональной сингонии,
пространственная группа P 63/mmc,
параметры ячейки a = 0,505 нм, c = 1,632 нм, Z = 8
.